# Carlina acaulis
Carlina acaulis là một loài thực vật có hoa trong họ Cúc. Loài này được L. mô tả khoa học đầu tiên năm 1753.
Đây là loài bản địa vùng núi cao Trumg và Nam Áu. Loài này có 2 phân loài. Thân rễ chứa một số loại tinh dầu, đặc biệt là oxit carlina kháng khuẩn. Rễ trước đây được sử dụng trong y học thảo dược như một phương thuốc lợi tiểu và cảm lạnh. 